# Erminia Romano
Erminia Romano (Roma, 28 novembre 1921 – Roma, 27 maggio 1987) è stata una direttrice d'orchestra e pianista italiana.
Direttrice d’orchestra, compositrice, curatrice di edizioni critiche di opere antiche, didatta. Ha diretto prestigiose orchestre sinfoniche in Italia e in Europa e un balletto. In un suo concerto al Teatro La Fenice di Venezia ha diretto la prima esecuzione assoluta del Concerto per orchestra di Ennio Morricone.

## Biografia
Nasce a Roma, il 28 novembre 1921, in via dei Portoghesi 18, nello storico Palazzo della Scimmia, da Salvatore Romano, ex proprietario terriero, gerarca fascista ed eminente avvocato del Foro di Roma, e da Dina Brunetti, apprezzata corista dell’Accademia Corale di Roma «Pietro Mascagni».

### Studi e formazione
Inizia a quattro anni lo studio del pianoforte e continua con docenti di grande prestigio quali Artalo Satta, allievo di Ottorino Respighi e, dopo aver conseguito la maturità classica, si diploma in pianoforte a pieni voti come privatista presso il Conservatorio di Santa Cecilia di Roma e si perfeziona poi con Alfredo Casella, caposcuola del pianismo moderno.
Il progetto di proseguire gli studi musicali abbracciando la difficile scelta della direzione d’orchestra viene momentaneamente sospeso dalla sua partecipazione alla Resistenza insieme al futuro marito, Antonio Tatò, che sposerà a Roma il 7 agosto del 1944 nella basilica di Santa Maria in Trastevere. Nasceranno quattro bambini, Giovanna, Carla, Franco Salvatore e Paola Cecilia Laura.
Nel 1953 e nel 1954 torna agli studi musicali di direzione d’orchestra frequentando i corsi estivi tenuti da Paul van Kempen all’Accademia Musicale Chigiana di Siena. Il 23 agosto 1953 Erminia dirige musiche di Schubert e il 28 agosto 1954 musiche di Béla Bartòk nei saggi finali.

### La carriera
Nel 1955 dirige a Napoli l’Orchestra da Camera «Alessandro Scarlatti» in uno dei suoi primi concerti pubblici ed è dal 1958, quando, prima ed unica donna per molti anni, si diploma in direzione d’orchestra all’Accademia di Santa Cecilia con il M° Fernando Previtali, che la sua carriera musicale nella direzione d’orchestra prende slancio.
Dal 1959 al 1976 dirige le orchestre sinfoniche del Maggio Musicale Fiorentino e della Rai di Roma, di Napoli, di Milano, di Torino, del Gran Teatro La Fenice a Venezia, del Teatro Comunale di Firenze, del Teatro Comunale di Bologna e di numerose città europee. Nel suo vasto repertorio classico si nota la presenza frequente di composizioni di autori contemporanei, come Goffredo Petrassi e Luigi Nono, Anton Webern e Arnold Schönberg.
Tra le collaborazioni prestigiose ricordiamo quella del celebre pianista Dino Ciani, considerato un genio, del flautista Severino Gazzelloni e dell’arpista Susanna Mildonian.
Il suo percorso musicale si arricchisce negli anni Sessanta con lo studio e l’edizione critica di molte opere del Seicento e del Settecento.
Nel marzo 1966 la Rai manda in onda un concerto divenuto famoso: le Compositrici Contemporanee. Il programma del concerto fu proposto con determinazione dalla stessa Erminia Romano che riteneva essere una delle funzioni del direttore d’orchestra quella di far conoscere artisti meritevoli anche se poco noti e comprendeva una rara scelta di composizioni di musiciste viventi: Giulia Recli, Nicolette s’endort per violino e orchestra d’archi, solista Angelo Stefanato; Sandra Caratelli Surace, Fantasia da Concerto n. 3 per pianoforte e orchestra, solista Marcella Crudeli; Claude Arrieu, Allégro dalla Suite pour cordes; Norma Beecroft, Improvvisazioni concertanti per flauto e orchestra, solista Severino Gazzelloni. Il concerto fu replicato più volte.
Nel dicembre di quello stesso anno pubblica uno dei suoi scritti più interessanti dedicato alla memoria del giovane direttore d’orchestra Guido Cantelli a dieci anni dalla tragica scomparsa, definito “amico fraterno e collega generoso e altruista”. La figura del M° Cantelli e l’innovazione da lui portata all’interpretazione direttoriale sono magistralmente analizzate dalla Romano tracciandone solco e differenziazione nella tradizione della scuola toscaniniana. Una conferenza-concerto tenuta alla Discoteca di Stato nel maggio 1967, dal titolo Contributo femminile alla creazione musicale, riprende l’approfondimento della presenza dell’artista donna nella composizione musicale iniziato con il concerto Le Compositrici contemporanee. In programma, esecuzioni dal vivo strumentali e di canto che spaziano dal Seicento ai giorni nostri.
L’attività direttoriale del M° Romano, alla quale si preparava meticolosamente a giudizio della critica, nel frattempo si intreccia con l’attività didattica di Lettura della partitura presso il Conservatorio di Santa Cecilia a Roma dal 1962 al 1973. Negli anni accademici 1967- 1968 e 1968-1969 è docente di Storia della Musica all’Università degli Studi di Salerno pubblicando dispense custodite presso la Biblioteca Nazionale Centrale di Roma e quella di Firenze.

## Critiche Recensive
- LFL. Musica. Concerto Romano-Riboli, «Il Giornale d’Italia», 8 ottobre 1959.

- Vice. Romano-Mildonian al Teatro La Fenice. Ciclo sinfonico di primavera, «Il Gazzettino», 25 marzo 1960.

- p.dl. Romano-Riboli a Domiziano, «Paese Sera», 4 luglio 1960.

- E.V. (Erasmo Valente) Le prime. Erminia Romano e Dino Ciani a Massenzio, «l’Unità», 4 luglio 1962.

- Vito Levi. Il concerto Romano-Schirinzi ieri sera all’Auditorium, «Il Gazzettino», 22 settembre 1962.

- G.d.F. Il concerto sinfonico all’Auditorium, «Il Piccolo», 22 settembre 1962.

- Senza firma, Eine Gastdirigentin aus Italien. Junger Solist aus Weimar spielte das Violinkonzert von Sibelius, «Thüringer Neueste Nachrichten», 30 Ottobre 1965.

- Gt. Erminia Romano am Jenaer Pult. Sie vertrat die italienische Auffassung und Mentalität, «Thüringische Landeszeitung», 30 Ottobre 1965.

- G.T. [Guido Turchi] Sui Teleschermi. Secondo Canale. Abbiamo Visto, «Il Messaggero», 7 marzo 1966.

- L.d.L. Al S. Carlo il concerto diretto da E. Romano. Ha partecipato il violoncellista F.M. Ormezowski. In programma: Mozart, Boccherini, Strauss e Beethoven, «Il Mattino», 23 novembre 1972.

- Erasmo Valente, Nuovi direttori vecchio video, «l’Unità», 21 febbraio 1976.

## Opere e Pubblicazioni
- Guido Cantelli e la scuola di Toscanini, estratto da «Rassegna di politica e di storia», Anno XII, n. 146, dicembre 1966, pp. 1-3.

- Dispensa universitaria dell’anno accademico 1967-1968 del corso di Storia della Musica tenuto all’Istituto Universitario di Magistero di Salerno ora Università degli Studi di Salerno.

- Dispensa universitaria dell’anno accademico 1968-1969 del corso di Storia della Musica tenuto all’Istituto Universitario di Magistero di Salerno ora Università degli Studi di Salerno.

- Edizioni critiche di numerose composizioni, tra cui opere di G. Domenico Scarlatti, di G.B. Viotti, di Antonio Sacchini e altri.

- Consulenza e stesura su incarico del Centro di Produzione TV della Rai del testo per il commento parlato di due documentari rispettivamente su Gioachino Rossini e su Karlheinz Stockhausen. Date dei contratti: 4 aprile 1968 e 14 dicembre 1968.

- Composizioni inedite.

## Bibliografia

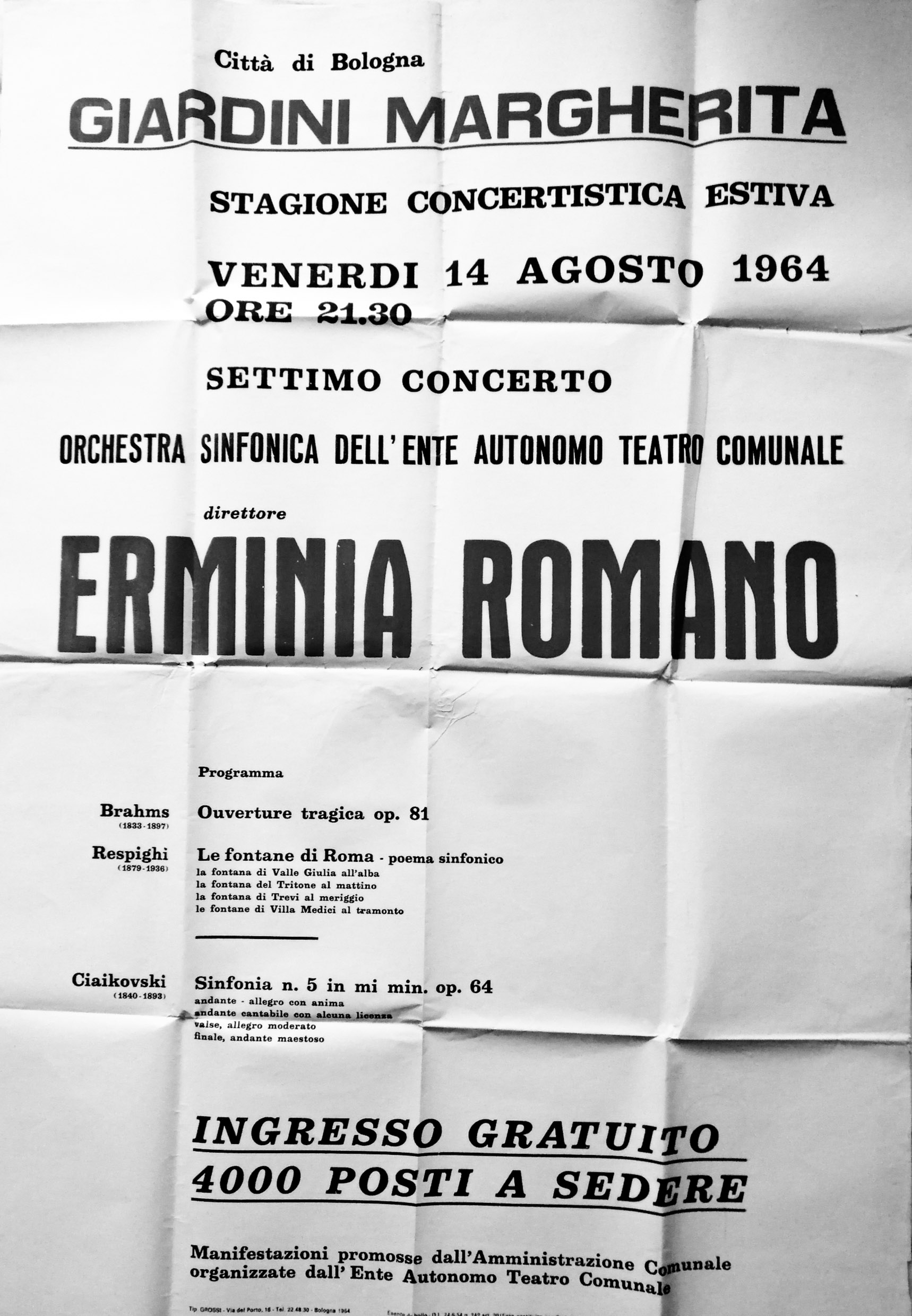
Manifesto-Bologna, Orchestra sinfonica del Teatro Comunale - Stagione Sinfonica estiva – 14 agosto 1964 h. 21.30

## Concerti
Prime assolute
24 marzo 1960, Concerto per pianoforte di Ennio Morricone – Venezia, La Fenice, trasmesso più volte dalla Rai.
1966, Improvvisazioni concertanti di Norma Beecroft - trasmesso dalla Rai dal 1966 al 1975 nell’ambito del concerto Le Compositrici Contemporanee (1965).
Elenco dei principali concerti:
- 4 giugno 1955, Napoli - Orchestra da Camera «Alessandro Scarlatti - Sala del Conservatorio.[16]
- 7 ottobre 1959, Roma - Orchestra Nazionale di Santa Cecilia - pianista Emilio Riboli.[17]
- 24 marzo 1960, Venezia - Teatro La Fenice – Orchestra del Teatro La Fenice - Stagione sinfonica Primavera 1960, registrato dal vivo per la Rai.[18]
- 3 luglio 1960, Roma - Domiziano - Orchestra Accademia Nazionale Santa Cecilia-pianista Emilio Riboli.[19]
- 25 luglio 1961, Roma - Basilica di Massenzio – Orchestra Nazionale dell’Accademia di Santa Cecilia - Stagione Sinfonica Estiva dell’Accademia di Santa Cecilia.[20]
- 3 luglio 1962, Roma - Basilica di Massenzio - Orchestra Accademia Nazionale di Santa Cecilia, pianista Dino Ciani.[21]
- 21 settembre 1962, Trieste - Auditorium- arpista Alba Novella Schirinzi.[22]
- 14 agosto 1964, Bologna - Teatro Comunale - Orchestra sinfonica del Teatro Comunale - Stagione Sinfonica estiva.[23]
- 8 gennaio 1965, Milano - Concerto Lirico - Conservatorio “Giuseppe Verdi”.[24]
- 28 ottobre 1965, Jena - Orchestra Sinfonica di Jena.[25]
- novembre 1965 LE COMPOSITRICI CONTEMPORANEE – Concerto registrato dalla Rai all’Auditorium del Foro Italico e mandato in onda più volte. Dirige l'Orchestra Sinfonica di Roma della Rai.[26]
- 21 novembre 1972, Napoli – Teatro San Carlo – Orchestra “Alessandro Scarlatti”.[27]
- 11 febbraio 1976, Napoli - Orchestra “Alessandro Scarlatti” – registrazione senza pubblico presso l’Auditorium della Rai – Concerto trasmesso sul Secondo Canale TV, dalle h.20.00 alle 20.30[28]

## Premi e riconoscimenti
Le sue interpretazioni le hanno valso il 7 novembre 1962 il premio Mimosa d’oro istituito dall’Udi, l’Unione Donne Italiane, riconoscimento destinato alle donne che hanno contribuito con l’esempio e con le opere all’emancipazione femminile sottolineando il loro contributo culturale e sociale. La cerimonia di premiazione si è tenuta al Teatro Valle di Roma. Questo evento ha visto la partecipazione di importanti figure femminili. Tra le premiate ricordiamo Anna Magnani e Simone de Beauvoir.

## Hanno scritto di lei
- Lucia Navarrini[30]

«Di coraggio Erminia Romano ne ha avuto molto, vincendo spesso la curiosità o la diffidenza dei musicisti maschi […] Leggendo i programmi dei concerti, in genere sinfonici, da lei diretti, colpisce la propensione ad offrire una lettura e un’interpretazione di opere di compositori del Novecento, spesso contemporanei. Finora vi è stata una presenza minoritaria di donne che si cimentano nella direzione di questo repertorio, poco frequentato, talvolta, anche da colleghi uomini».
- Marcella Crudeli[31]

«Del direttore Erminia Romano ho un ricordo stupendo. Io avevo 26 anni, lei era un pochino più grande di me ed è stato un avvenimento non facile per quell’epoca. Era il 1966 e per la televisione non era un fatto scontato. […] Il concerto, dedicato alle compositrici contemporanee e viventi, aveva il direttore donna e io ero il pianoforte solista. […] era una donna molto preparata e intelligente: in genere, non vi era molta preparazione nelle musiche contemporanee anche se questo tipo di musica non era quello d’avanguardia ma era presente un classicismo, una cantabilità, una melodia. E […] mi trovai subito bene perché eravamo in sintonia».
- N.P. «Momento Sera», 8 ottobre 1959

«La serietà della preparazione musicale e le recenti affermazioni rappresentavano perciò validi titoli di garanzia artistica per permettere a Erminia Romano di presentarsi sul podio della massima e più antica e gloriosa istituzione concertistica del mondo. [….] ha superato la non facile prova impegnando a fondo le sue capacità di concertatore e la sua sensibilità di interprete, in un programma irto di difficoltà per la grande diversità di forma, di linguaggio, di stile e di espressione degli autori scelti [Beethoven, Casella, Haydn, Strauss, Borodin, n.d.r.]»
- p. dl. «Paese Sera», 8 ottobre 1959

« Che cosa avvince nella Romano? È la semplicità, l’intimità dell’interpretazione. Il suo gesto non ha nulla che miri all’effetto, all’enfasi, alla sottolineatura. Tutto è limpido, in una strenua aderenza altesto: Erminia Romano ci restituisce un Haydn, un Beethoven, un Casella, nella loro semplice e potente genuinità mentre non manca in lei lo scatto e il colore quando interpreti uno Strauss o un Borodin […]e vi è da notare con piacere che il pubblico è accorso assai più numeroso che al precedente ….»
- Piero Dallamano – «Paese Sera» - 4 luglio 1960

« Erminia Romano […] per serietà di preparazione e per valentìa può dare molti punti ai colleghi di sesso forte. Ieri sera […] si è cimentata in un programma denso, difficile e, per questo, appunto assai interessante. [Brahms, Ouverture Tragica, op.81; Beethoven, Concerto n. 4 in Sol Magg., op. 58, per pianoforte e orchestra; Strauss, Don Giovanni, poema sinfonico; Prokofiev, Suite Scita] Nitidezza di suoni, ritmi ben caratterizzati e intelligente ricchezza interpretativa sono le qualità che Erminia Romano possiede in alto grado. Il grande pubblico domenicale ha mostrato di apprezzare grandemente la prova con applausi cordialissimi e replicati».
- E. Mont. «Il Popolo» - 4 luglio 1960

« […] Il programma svolto [Brahms, Ouverture Tragica, op.81; Beethoven, Concerto n. 4 in Sol Magg., op. 58, per pianoforte e orchestra; Strauss, Don Giovanni, poema sinfonico; Prokofiev, Suite Scita] richiedeva fra l’altro l’uso di un’adeguata forza fisica che la Romano ha dimostrato di possedere in buona misura. È stata meritatamente applaudita».
- Erasmo Valente, «l’Unità», 4 luglio 1960

«Abbiamo, infatti, ascoltato un chiarissimo Don Giovanni di Strauss diretto con piglio nervoso nelle accensioni della partitura e seguito con elegiaco abbandono nelle ampie curve del canto. La suite Scita di Prokofieff, poi, è esplosa dal gesto asciutto e autorevole della Romano in tutto lo splendore dei suoi ritmi, in tutta la sua turbolenta, fierissima e straordinaria gamma timbrica. Il famoso finale, nulla concedendo alla retorica del frastuono, ha ritrovato una sua più composta e umana misura».
- «L’Osservatore Romano», 4 luglio 1960

« La nostra Erminia Romano ha diretto, oltre al Concerto n. 4 di Beethoven, l’Ouverture Tragica di Brahms e la Suite Scita di Prokofieff, tutti ricolmi magistralmente di una vigoria eccezionale. Sono stati certamente meritati i consensi e gli appalusi del numeroso pubblico, ma vorremmo ancora di più sottolineare che, in uno spartito come la Suite Scita di Prokofieff, Erminia Romano ha rivissuto e partecipato, battuta per battuta, un’atmosfera difficilissima per ritmi e arcana per effetti orchestrali».
- Erasmo Valente, «l’Unità», 4 luglio 1962

« Basilica di Massenzio Solenne e ben squadrata pur nella sua rotonda pienezza è risultata l’esecuzione della Sinfonia dell’opera. L’assedio di Corinto di Rossini, timbricamente soppesata, scintillante nel ritmo, nervosa nell’esuberanza degli ottoni, delicata nelle filature degli “strumentini”. Intensa, poi, la partecipazione della Romano, protesa nel Concerto in mi minore, op.11, di Chopin nel ricercare e sottolineare con intelligenza i valori strumentali della giovanile partitura. Un impegno totale al quale si è affiancato quello del giovanissimo pianista Dino Ciani […] un pianista da riascoltare al chiuso come è ormai ora che succeda anche per la Romano che il pubblico segue con crescente interesse (la Basilica era piena) e che ha lungamente applaudito e festeggiato al podio al termine di una vigorosa, fluida, sicura, elegante e penetrante interpretazione della Sinfonia Dal Nuovo Mondo di Dvorak».
- Guido Turchi, «Il Messaggero - Roma», Concerto Le Compositrici Contemporanee, 7 marzo 1966

«[…] La bacchetta di Erminia Romano è apparsa vigile, sensibile e soprattutto esattissima, impugnata, come era, da un’autorevole musicista che ha tutte le carte in regola per ciò che si riferisce agli studi, ai titoli, ai successi conseguiti in mezza Europa sul podio direttoriale e, soprattutto, per ciò che riguarda una evidente e meticolosa orchestrazione delle pagine eseguite».
- L.d.L. - «Il Mattino», Conclusione della Stagione d’autunno, 22 novembre 1972

« […] S’intuisce pertanto il particolare interesse del concerto sinfonico conclusivo della lunga stagione d’autunno, che ha visto sul podio la sensibile musicista Erminia Romano le di cui capacità direttoriali il pubblico napoletano ebbe già agio di valutare […] Come è detto nel programma, la Romano occupa il primo posto nel conseguimento del diploma di direttrice d’orchestra all’ «Accademia di Santa Cecilia» facendo tesoro della scuola dell’illustre Maestro Fernando Previtali, oggi direttore stabile tanto apprezzato della compagine orchestrale del nostro massimo Teatro. […] È apparsa molto ben curata la «Sinfonia n.40, in sol minore, K.550», di Mozart (1788), nel rilievo al prevalente tema cantabile che ha poi maggiore sviluppo nei sereni accenti dell’«Andante». Del «Minuetto», che così si differenzia dal consueto carattere del rococò degli altri del Salisburghese, la Romano ne ha ravvivato ogni evidente contrasto e, infine, ha improntato ad un spiccata rapidità il conclusivo «Allegro assai». Non sono mancati gli applausi».